# Sematophyllum papillatum
Sematophyllum papillatum là một loài rêu trong họ Sematophyllaceae. Loài này được (Harv.) Mitt. mô tả khoa học đầu tiên năm 1873.